# カイル・シーガー
カイル・デュアー・シーガー（Kyle Duerr Seager, 1987年11月3日 - ）は、アメリカ合衆国ノースカロライナ州カナポリス出身の元プロ野球選手（三塁手）。右投左打。愛称はコーリーズ・ブラザー（後述）。MLBのシアトル・マリナーズでフランチャイズ・プレイヤーとして活躍した。
ジャスティン・シーガーとコーリー・シーガーは弟である。

## 経歴

### プロ入り前
ノースカロライナ大学時代はダスティン・アクリーとチームメイトで、2008年はチームトップの75打点を記録した。

### プロ入りとマリナーズ時代
2009年の同年のドラフト3巡目（全体82位）でシアトル・マリナーズから指名され、7月15日に契約を結んだ。7月17日にルーキー級アリゾナリーグ・マリナーズへ配属された。1試合に出場後、7月18日にA級クリントン・ランバーキングスへ昇格。A級クリントンでは41試合に出場して打率.275、1本塁打、22打点、4盗塁を記録した。9月5日にA+級ハイデザート・マーベリックスへ昇格し、2試合に出場した。
2010年3月4日に招待選手としてスプリングトレーニングに参加した。開幕はA+級ハイデザートで迎えた。最終的に135試合に出場して打率.345、14本塁打、74打点、13盗塁を記録した。シーズン終了後、ベースボール・アメリカ誌の有望株ランキングではマリナーズで9番目の評価を受けた。
2011年3月1日に2年連続で招待選手としてスプリングトレーニングに参加した。4月4日にAA級ジャクソン・ジェネラルズに配属され、開幕を迎えた。66試合に出場。打率.312、4本塁打、37打点8盗塁と活躍し、6月23日にAAA級タコマ・レイニアーズへ昇格した。AAA級タコマでも24試合の出場で打率.387、3本塁打、17打点、3盗塁と成績を残し、7月6日にマリナーズとメジャー契約を結んだ。翌日の7月7日のロサンゼルス・エンゼルス・オブ・アナハイム戦で「7番・三塁手」として先発起用され、4打数無安打2三振だった。7月21日にAAA級タコマに降格したが、8月2日に再度メジャーに昇格した。昇格後は正三塁手のショーン・フィギンズが故障者リスト入りしたこともあり、三塁のレギュラーに定着。シーズン終盤にはブレンダン・ライアンが首の故障で離脱したため、遊撃手としても起用された。この年メジャーではは53試合に出場して打率.258、3本塁打、13打点、3盗塁を記録した。
2012年は東京ドームで開催されたMLB日本開幕戦のメンバーとして訪日した。開幕から正三塁手として起用され、8月中旬からは3番に固定された。この年は155試合に出場して打率.259、20本塁打、86打点、13盗塁を記録した。
2013年2月1日にマリナーズと1年契約に合意。6月5日のシカゴ・ホワイトソックス戦の延長14回裏に史上初となる、延長戦での同点満塁本塁打を打った。この年も正三塁手として自己最多の160試合に出場。打率.260、22本塁打、69打点、9盗塁を記録した。
2014年2月20日にマリナーズと1年契約に合意。開幕後は「6番・三塁手」として起用されたが、コーリー・ハートの欠場時には4番を務めた。4月23日のヒューストン・アストロズ戦で自身初となるサヨナラ本塁打を打った。4月21日から27日にかけて6試合で22打数9安打（打率.409）、5本塁打、11打点、OPS1.549などの活躍でプレイヤー・オブ・ザ・ウィークを初めて受賞し、6月23日から29日にかけても6試合で24打数14安打（打率.583）、2本塁打、8打点、OPS1.542などの活躍でプレイヤー・オブ・ザ・ウィークを受賞した。前半戦92試合で打率.279、15本塁打、63打点、4盗塁を記録し、7月のオールスターゲームには故障で辞退したビクター・マルティネスの代替で初選出された。この年は159試合に出場して打率.268、25本塁打、96打点、7盗塁を記録した。オフの11月4日にゴールドグラブ賞を初めて受賞した。12月2日にはマリナーズと総額1億ドルの7年契約（2022年・1500万ドルの球団側選択オプション付き）を結んだ。1億ドル以上の契約は球団史上3人目となった。
2015年は前半は主に5番で起用されたが、後半は2番で起用された。この年は自己ベストの37二塁打・26本塁打を放ち、本塁打は4年連続20本以上だった。また2012年に規定打席に達して以来では初めて三振を100未満に抑えた。他の部門では、得点・安打・塁打数・敬遠などでも自己ベストを更新した。
2016年も158試合に出場していずれもキャリアハイとなる打率.278、30本塁打、99打点という成績を残した。また通算100本塁打を達成。三塁の守備では22失策はリーグワーストだった。
2018年7月30日に産休リスト入りした。8月2日に産休リストから復帰した。
2019年3月18日に左手の手術のため、前日に遡って、10日間の故障者リスト入りとなった。3月30日に60日間の故障者リスト入りとなった。5月14日にAAA級タコマへ配属された。5月25日にメジャーに復帰した。
2020年8月5日のロサンゼルス・エンゼルス戦で通算200本塁打を達成した。8月17日のロサンゼルス・ドジャース戦では弟のコーリーが2回に本塁打を記録すると、カイルも4号本塁打を記録する。1つの試合で兄弟が共に本塁打を記録したのは2001年のフェリペ・クレスポ、シーザー・クレスポ以来19年ぶりだった。
2021年10月3日のシーズン最終戦でチームのプレーオフ進出の可能性が消滅したことによる選手交代でベンチに下がる際には契約最終年だったということもあり号泣し、ファンからはスタンディングオベーションで迎えられた。

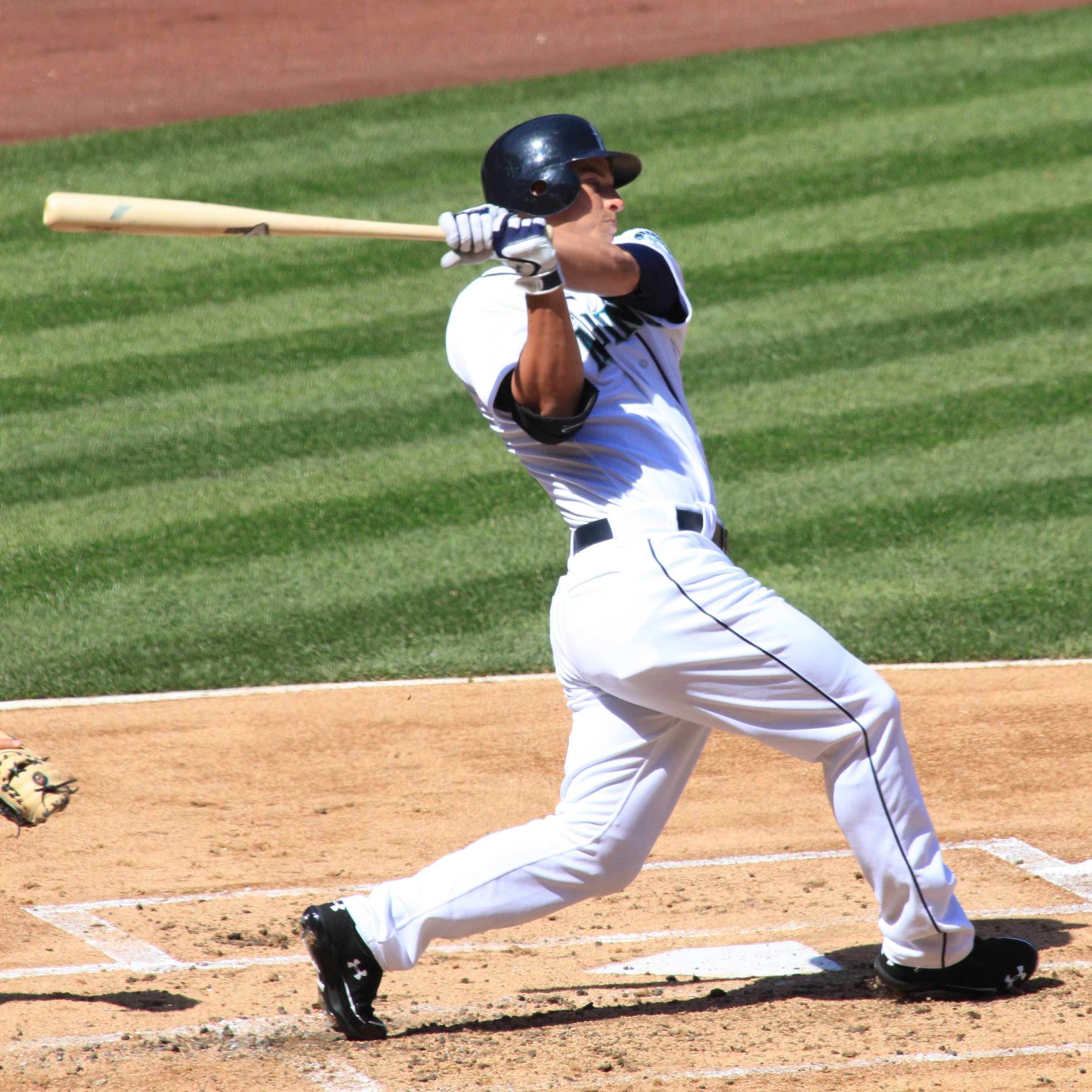
2012年4月15日

また、守っていた三塁ベースも贈呈された。この年は159試合に出場して打率は自己ワーストの.212だったが、35本塁打、101打点はいずれも自己最高を記録した。通算1480試合出場は球団4位、通算二塁打309は球団3位、通算本塁打242本は球団4位、通算807打点は球団4位だった。11月4日にFAとなった。12月29日に妻のツイッターで現役引退を表明した。30本塁打以上記録して引退したのは、デーブ・キングマン（1986年、35本）、デビッド・オルティーズ（2016年、38本）に次いで3人目である。

## 人物
愛称はコーリーズ・ブラザーで、2017年のプレイヤーズ・ウィークエンドでは背ネームに使用した。ただし、2018年と2019年のプレイヤーズ・ウィークエンドではシーガーを背ネームに使用した。

## 詳細情報

### 年度別打撃成績
| 年 度     | 球 団     | 試 合 | 打 席 | 打 数 | 得 点 | 安 打 | 二 塁 打 | 三 塁 打 | 本 塁 打 | 塁 打 | 打 点 | 盗 塁 | 盗 塁 死 | 犠 打 | 犠 飛 | 四 球 | 敬 遠 | 死 球 | 三 振 | 併 殺 打 | 打 率 | 出 塁 率 | 長 打 率 | O P S |
| --------- | --------- | ----- | ----- | ----- | ----- | ----- | -------- | -------- | -------- | ----- | ----- | ----- | -------- | ----- | ----- | ----- | ----- | ----- | ----- | -------- | ----- | -------- | -------- | ----- |
| 2011      | SEA       | 53    | 201   | 182   | 22    | 47    | 13       | 0        | 3        | 69    | 13    | 3     | 1        | 2     | 2     | 13    | 0     | 2     | 36    | 4        | .258  | .312     | .379     | .691  |
| 2012      | SEA       | 155   | 651   | 594   | 62    | 154   | 35       | 1        | 20       | 251   | 86    | 13    | 5        | 2     | 4     | 46    | 1     | 5     | 110   | 9        | .259  | .316     | .423     | .738  |
| 2013      | SEA       | 160   | 695   | 615   | 79    | 160   | 32       | 2        | 22       | 262   | 69    | 9     | 3        | 0     | 5     | 68    | 1     | 7     | 122   | 8        | .260  | .338     | .426     | .764  |
| 2014      | SEA       | 159   | 654   | 590   | 71    | 158   | 27       | 4        | 25       | 268   | 96    | 7     | 5        | 1     | 3     | 52    | 3     | 8     | 118   | 12       | .268  | .334     | .454     | .788  |
| 2015      | SEA       | 161   | 686   | 623   | 85    | 166   | 37       | 0        | 26       | 281   | 74    | 6     | 6        | 0     | 4     | 54    | 6     | 5     | 98    | 17       | .266  | .328     | .451     | .779  |
| 2016      | SEA       | 158   | 676   | 597   | 89    | 166   | 36       | 3        | 30       | 298   | 99    | 3     | 1        | 0     | 2     | 69    | 10    | 8     | 108   | 18       | .278  | .359     | .499     | .859  |
| 2017      | SEA       | 154   | 650   | 578   | 72    | 144   | 33       | 1        | 27       | 260   | 88    | 2     | 1        | 0     | 6     | 58    | 6     | 8     | 110   | 6        | .249  | .323     | .450     | .773  |
| 2018      | SEA       | 155   | 630   | 583   | 62    | 129   | 36       | 1        | 22       | 233   | 78    | 2     | 2        | 0     | 4     | 38    | 3     | 5     | 138   | 10       | .221  | .273     | .400     | .673  |
| 2019      | SEA       | 106   | 443   | 393   | 55    | 94    | 19       | 1        | 23       | 184   | 63    | 2     | 2        | 0     | 2     | 44    | 0     | 4     | 86    | 12       | .239  | .321     | .468     | .789  |
| 2020      | SEA       | 60    | 248   | 203   | 35    | 49    | 12       | 0        | 9        | 88    | 40    | 5     | 0        | 0     | 6     | 32    | 3     | 7     | 33    | 4        | .241  | .355     | .433     | .788  |
| 2021      | SEA       | 159   | 670   | 603   | 73    | 128   | 29       | 1        | 35       | 264   | 101   | 3     | 1        | 0     | 4     | 59    | 2     | 4     | 161   | 7        | .212  | .285     | .438     | .723  |
| MLB：11年 | MLB：11年 | 1480  | 6204  | 5561  | 705   | 1395  | 309      | 14       | 242      | 2458  | 807   | 55    | 27       | 5     | 42    | 533   | 35    | 63    | 1120  | 107      | .251  | .321     | .442     | .763  |

- 各年度の太字はリーグ最高

### 年度別守備成績
| 年 度 | 球 団 | 二塁（2B） | 二塁（2B） | 二塁（2B） | 二塁（2B） | 二塁（2B） | 二塁（2B） | 三塁（3B） | 三塁（3B） | 三塁（3B） | 三塁（3B） | 三塁（3B） | 三塁（3B） | 遊撃（SS） | 遊撃（SS） | 遊撃（SS） | 遊撃（SS） | 遊撃（SS） | 遊撃（SS） |
| 年 度 | 球 団 | 試 合      | 刺 殺      | 補 殺      | 失 策      | 併 殺      | 守 備 率   | 試 合      | 刺 殺      | 補 殺      | 失 策      | 併 殺      | 守 備 率   | 試 合      | 刺 殺      | 補 殺      | 失 策      | 併 殺      | 守 備 率   |
| ----- | ----- | ---------- | ---------- | ---------- | ---------- | ---------- | ---------- | ---------- | ---------- | ---------- | ---------- | ---------- | ---------- | ---------- | ---------- | ---------- | ---------- | ---------- | ---------- |
| 2011  | SEA   | 3          | 2          | 7          | 0          | 0          | 1.000      | 42         | 31         | 85         | 4          | 2          | .967       | 10         | 14         | 20         | 2          | 6          | .944       |
| 2012  | SEA   | 18         | 40         | 52         | 0          | 17         | 1.000      | 138        | 99         | 226        | 13         | 20         | .962       | -          | -          | -          | -          | -          | -          |
| 2013  | SEA   | -          | -          | -          | -          | -          | -          | 160        | 94         | 308        | 15         | 38         | .964       | -          | -          | -          | -          | -          | -          |
| 2014  | SEA   | -          | -          | -          | -          | -          | -          | 157        | 87         | 327        | 8          | 36         | .981       | -          | -          | -          | -          | -          | -          |
| 2015  | SEA   | -          | -          | -          | -          | -          | -          | 160        | 94         | 352        | 16         | 37         | .965       | 1          | 0          | 1          | 0          | 0          | 1.000      |
| 2016  | SEA   | -          | -          | -          | -          | -          | -          | 156        | 110        | 373        | 22         | 46         | .956       | -          | -          | -          | -          | -          | -          |
| 2017  | SEA   | -          | -          | -          | -          | -          | -          | 154        | 130        | 310        | 14         | 46         | .969       | -          | -          | -          | -          | -          | -          |
| 2018  | SEA   | 1          | 0          | 0          | 0          | 0          | .---       | 154        | 98         | 325        | 14         | 49         | .968       | -          | -          | -          | -          | -          | -          |
| 2019  | SEA   | -          | -          | -          | -          | -          | -          | 104        | 64         | 218        | 11         | 23         | .962       | -          | -          | -          | -          | -          | -          |
| 2020  | SEA   | -          | -          | -          | -          | -          | -          | 53         | 39         | 115        | 4          | 11         | .975       | -          | -          | -          | -          | -          | -          |
| 2021  | SEA   | -          | -          | -          | -          | -          | -          | 149        | 99         | 291        | 14         | 43         | .965       | -          | -          | -          | -          | -          | -          |
| MLB   | MLB   | 22         | 42         | 59         | 0          | 17         | 1.000      | 1427       | 945        | 2930       | 135        | 351        | .966       | 11         | 14         | 21         | 2          | 6          | .946       |

- 各年度の太字はリーグ最高
- 各年度の太字年はゴールドグラブ賞受賞

### 表彰
- ゴールドグラブ賞（三塁手部門）：1回（2014年）
- プレイヤー・オブ・ザ・ウィーク：2回（2014年4月21日 - 27日、2014年6月23日 - 29日）

### 記録
- MLBオールスターゲーム選出：1回（2014年）

### 背番号
- 15（2011年 - 2021年）